# Tambores de reloj

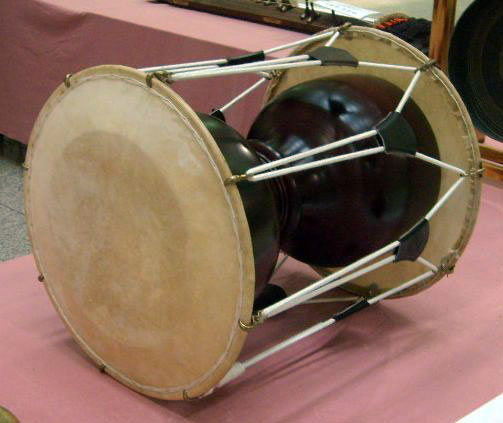
El janggu, tambor coreano tradicional.

Los tambores de reloj son un tipo de membranófonos en el que el armazón se asemeja un reloj de arena o doble cono. Este grupo incluye, entre otros, los tambores batá y los tambores parlantes. No todos los tambores de reloj son parlantes.
El término «tambor parlante» proviene del hecho que el ejecutante puede modificar la tensión del parche del tambor modificando de esta manera el tono del mismo al punto que se dice que el tambor "habla". Un tambor parlante oriundo de India es el idakka. Un membranófono parecido a él es el tambor parlante africano. 